# 카비 (플랫폼)
카비(CARBY)는 (주)Wavers의 자동차 구매 플랫폼이다.

## 사업
카비는 바쁜 현대인들을 위해 구매하고자 하는 차량을 온라인에서 쉽고 빠르게 확인할 수 있도록 다양한 정보를 제공하는 온라인 자동차 구매 플랫폼이다. 국산 및 수입차 브랜드 28개 브랜드에 대하여 모든 모델, 트림 별 실시간 할인 정보, 금리 비교 서비스 등을 제공하고 있다. 서비스는 신차 구매, 장기 렌트, 리스, 중고차 할부 등이 모두 포함된다.

## 역사
2015.05 법인 설립된 (주)Wavers의 자동차 구매 플랫폼 카비(CARBY)는 '자동차 시장에 새로운 물결을 만들어가자'는 목표로 IT, 금융, 자동차 업계 등 각 분야 종사자들이 모여 온라인 자동차 중개 서비스를 시작하였다.
한국타이어랑 손을 잡았다고 한다.

## 위치
본사 : 경기 용인시 수지구 신수로 767 유타워 지식산업센터(동천동)